# Brustablett

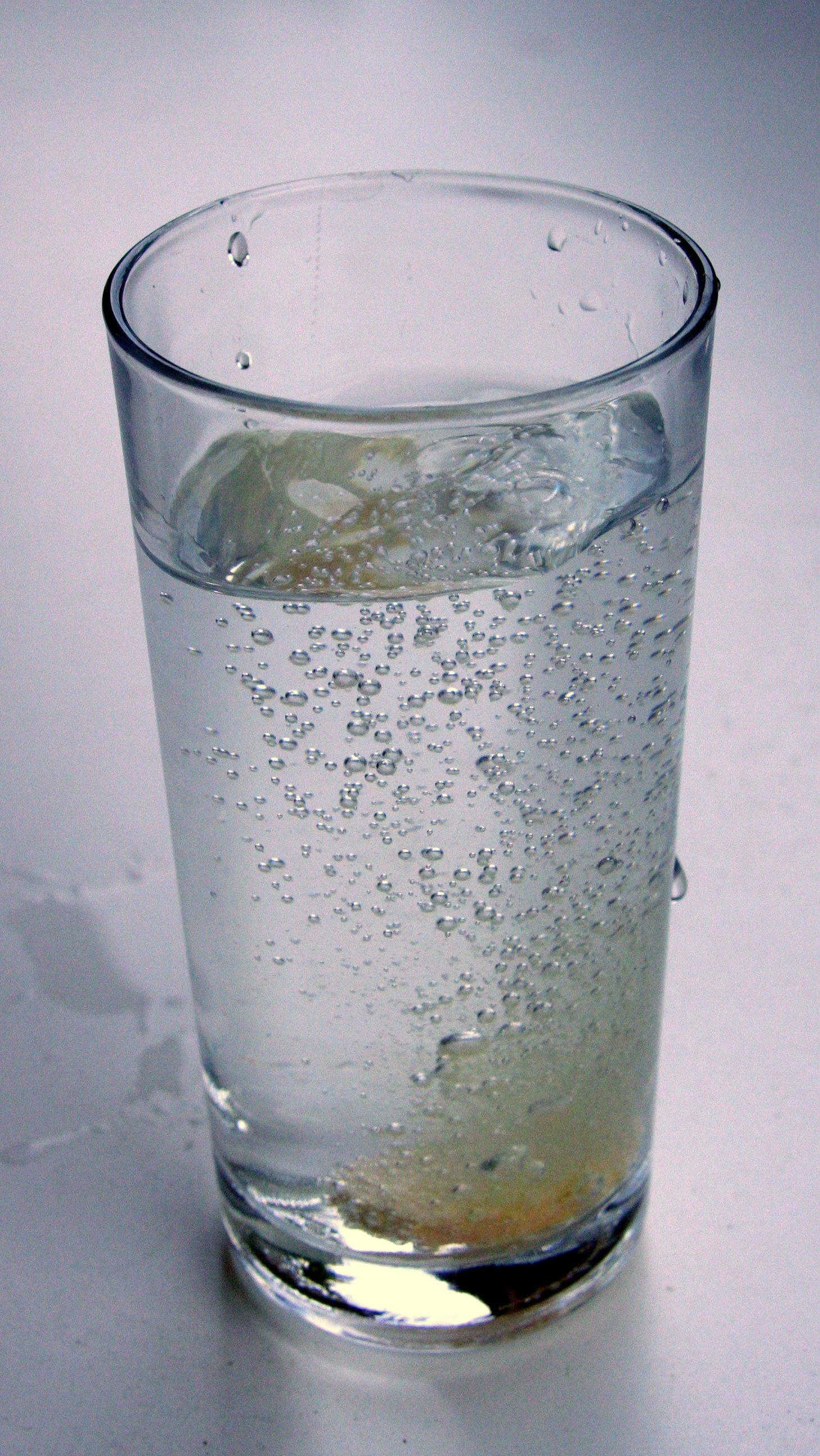
Brustablett

En brustablett är en farmaceutisk beredningsform som är avsedd att lösas upp i vatten, vilket ger snabbare upptag av den aktiva substansen. Därför verkar brustabletter snabbare än tabletter som sväljs ned. De brusande hjälpämnena bildar koldioxid genom en reaktion som behöver vatten för att kunna fullbordas, därför ska brustabletter förvaras torrt. Brustabletter förpackas ofta i så kallade rör med ett torkämne i locket.
Exempel på preparat som finns som brustablett är Treo och olika kosttillskott.

## Reaktion
Vanligen används natriumvätekarbonat, NaHCO3, (även känt som natriumbikarbonat eller bikarbonat) som brusmedel. I brustabletten finns även en syra i fast form, till exempel citronsyra, för att underlätta brus-reaktionen. När natriumvätekarbonatet i brustabletten reagerar med vattnet och syran bildas bland annat gasen koldioxid, CO2.

## Fotnoter
1. ↑  school.chem.umu.se, Kemi i en brustablett Arkiverad 18 december 2018 hämtat från the Wayback Machine. av Stina Karlsson